# Březová (Zlín)
Březová (in tedesco Brzezowa) è un comune della Repubblica Ceca facente parte del distretto di Zlín, nella regione di Zlín.